# Agave Könyvek
Az Agave Könyvek egy 2003-ban alapított magyar könyvkiadó, amely külföldi és hazai írók science-fiction, fantasy, krimi és thriller műfajú könyveinek kiadásával foglalkozik. A kiadó vezetője 2014-től Velkei Zoltán.

## Külföldi szerzőik
- Adrian Barnes
- Ben H. Winters
- Blake Crouch
- Caleb Carr
- China Miéville
- Dan Simmons
- Dashiell Hammett
- Dennis Lehane
- Ernest Cline
- Georges Simenon
- Ian M. Banks
- Jeff VanderMeer
- John le Carré
- John Scalzi
- Kim Stanley Robinson
- Laurell K. Hamilton
- Lawrence Block
- Lev Grossman
- Neil Gaiman
- Nick Cutter
- Philip K. Dick
- Pierce Brown
- Ray Bradbury
- Robert Jackson Bennett
- Roger Zelazny
- Stephenie Meyer
- Susanna Clarke
- Terry Pratchett
- William Gibson

## Hazai szerzőik
- Baráth Katalin
- Brandon Hackett
- Csurgó Csaba
- Izing Róbert
- Kondor Vilmos
- Körmendi Ferenc
- László Zoltán
- Pacskovszky József
- Pacskovszky Zsolt
- Pék Zoltán
- Pintér Bence
- Pintér Máté
- Rab Gusztáv
- Sasvári Rudolf
- Trenka Csaba Gábor
- Varga Bálint